# 振気流
振気流（しんきりゅう）とは、隈元実道が編み出した武術の流派。隈元振気流、あるいは隈元流とも呼ばれる。剣術と柔術からなる。

## 歴史
流祖である隈元実道（1850-1905）は1850年（嘉永3年）12月23日に薩摩藩の草牟田に生まれた。薩摩藩の剣術師範を務めた父の隈元円右衛門源実記より直心影流を学び15歳で免許を受けた。明治初年に薩摩から上京し山岡鉄舟の門に入って一刀正伝無刀流を学んだ。
柔術は薩摩藩の新心流を学んでいる。また、隈元は警視庁に勤めていた関係で荒木流、起倒流、関口流、清水流、神明殺活流、良移心當流、殺當流、伴吾流、渋川流、揚心流、天神真楊流などから編纂された警視流拳法を学んでおり振気流の体系に一部取り入れられた。
警視庁に勤めた隈本は西南戦争で抜刀隊を率いて活躍した。また警視庁の弥生祭武術大会等にも出場しており他流の柔術家と試合をした記録が残っている。
日本帝国陸軍に所属しており大尉となった。
幾多の実戦経験より、片手で扱うサーベル形式であった当時の軍刀で、両手で刀を扱う日本剣術の技法を使うことを想定した「短柄剣術」を提唱した。柔術は「練體柔術」とした。
1886年（明治19年）5月に隈元実道は道場を開き剣術柔術を教え始めた。
1887年（明治20年）5月8日に皇太子（後の大正天皇）が赤坂区丹後町の道場に来訪したことを契機として、道場の名を「振気館」と改め、自らの武術を「振気流」と称した。また、この時までは軍人以外に武道を教授していなかったが感じるところがあり軍人志望の学生にも入門を許すようにした。
1889年（明治22年）8月に東京の赤坂区氷川町に道場を移転した。
1893年（明治26年）11月12日に久邇宮邦彦王が振気館に来訪した。この頃から陸軍大将の乃木希典が来館するようになり振気館の名誉館長となった。
1900年（明治33年）に在住していた天津で「人入堂」という道場を開き、武術を教える傍ら中国の各種武術を研究した。
隈元実道は軍人には実戦武道、学生には体育武道を説き、共に武道を実戦を想定して稽古するようにと主張した。

## 隈元が学んだ剣術柔術
隈元実道が学んだ剣術は薩摩藩で学ばれた直心影流である。
薩摩藩に直心影流を伝えた鈴木弥藤次は長沼四郎左衛門国郷の弟子である。薩摩藩主の島津斉宣に召し抱えらて剣術師範となった。また、鈴木弥藤次はは幕府の与力である長岡八郎兵衛英興と坪川圓藏教心から関口新心流柔術を学んでおり、これも薩摩藩の柔術として採用されている。
なお関口新心流は薩摩藩柔術の主流であり鈴木弥藤次の系統の他に堤伴九郎から関口流を学んだ海老原庄蔵の海老原流があった。
隈元実道の父の隈元円右衛門は坂口源七兵衛の門人であり、「日本警察の父」として知られる川路利良とは同門の関係であった。

隈元実道が学んだ直心影流の伝系
- 長沼四郎左衛門国郷
- 鈴木弥藤次（関口新心流柔術も修める。）
- 鈴木門十郎
- 鈴木弥藤次
- 坂口作市
- 坂口源七兵衛
- 隈元円右衛門實紀
- 隈元円之進實道

新心流の伝系
- 関口弥六右衛門氏心
- 関口万右衛門氏英
- 小野木縫殿蔵（伊予国宇和島の人）
- 長岡八郎兵衛英興（幕府の与力）
- 坪川圓藏教心
- 鈴木弥藤次

## 内容
振気流は短柄剣術と練體柔術を二本柱としている。
他に立歩抜撃という居合術が伝わっている。

### 短柄剣術
剣術は「剣術基本」「振気流剣法之形」「古流十之形」、防具を使った稽古である「打込稽古」「剣術試合」「野試合」などがある。他に剣舞も伝わっていた。
「剣術基本演習」は第一教から第二十三教まである、「古流十之形」は太い袋撓を使って行う。
剣術基本
第一教　打込
第二教　打込
第三教　継打込
第四教　互打込
第五教　延ひ打ち
第六教　延ひ打ち
第七教　押へ打ち
第八教　押へ打ち
第九教　引き打ち
第十教　引き打ち
第十一教　面を打ち胴を留む
第十二教　面を打ち胴を留む
第十三教　脱け面
第十四教　脱け面
第十五教　押し返へし
第十六教　押し返へし
第十七教　押し返へし半ば轉旋打ち
第十八教　押し返へし半ば轉旋打ち
第十九教　巻き小手
第二十教　巻き小手
第二十一教　前進賺せ
第二十二教　前進賺せ
第二十三教　随意切り返し
振気流剣法之形　5本
矢筈切合、垂柳打込、常山之蛇、眞剣相打、手心之鎬
古流十之形　5本
龍尾、鐵破、颪、早船、気當

#### 剣術の試合
振気流では当時よく行われた他流の剣術とは異なり点数制を採用していた。
面　10点
真向、左右側面、切り返し打ち込みなど。
面　9点
やや軽い、反り仰ぐ者の面金に深く打ち込むものなど。
兵字小手　8点
延び押さえ引き、切り返し打ちなど。
兵字小手　7点
やや軽いものなど。
胴　6点
左右飛込、離れ際引き胴、切り返し胴など。
胴　5点
やや軽い、幾分か胴の垂れに触れるなど。
面の垂れ　4点
双手、片手で撃突するものなど。
面の垂れ　3点
やや軽い、面金に触れるなど。
精眼小手　2点
巻き込み、掠め撃など。
精眼小手　1点
やや軽い、中柄や拳を撃つなど。
|            | 面   | 兵字小手 | 胴  | 面の垂れ | 精眼小手 |
| ---------- | ---- | -------- | --- | -------- | -------- |
| 充分       | 10点 | 8点      | 6点 | 4点      | 2点      |
| やや不充分 | 9点  | 7点      | 5点 | 3点      | 1点      |

### 練體柔術

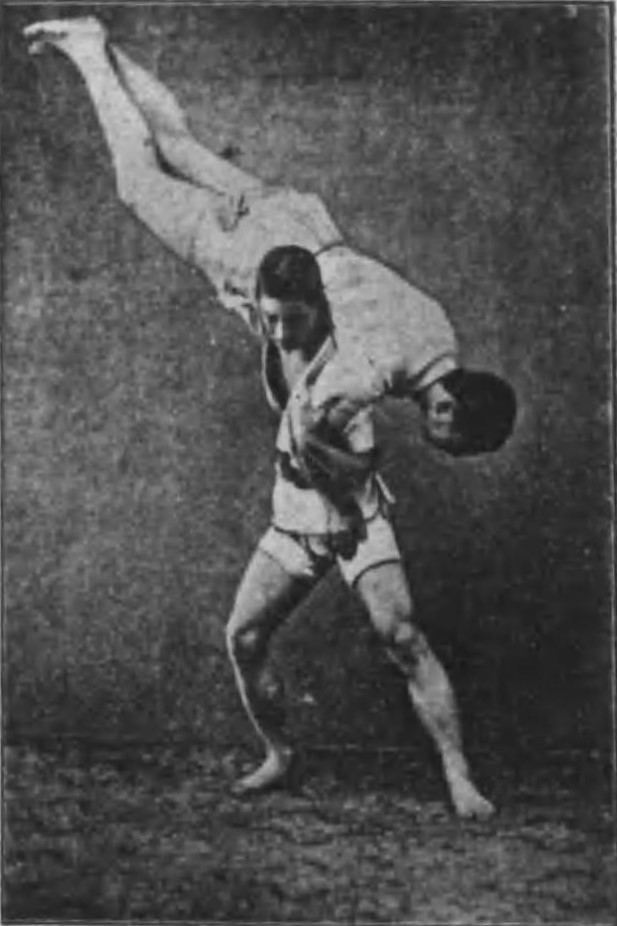
振気流練体柔術の絹擔

練體柔術の形は初段から三十段まであり、形数は403手（左右を区別しない場合は228手）ある。
初段から三十段までに武器を使用する形や乱取で用いられる形が段階的に教授される。
隈元が関口新心流を学んでいたことから「羽伏」「自己過ち」「楊柳」など形の名称に影響が見られる。
三十段までの体系は、初段段から三段目までの柔術形を習得した後に四段目で三段までの形を連続して行う。五段は武器に関する技術を学ぶ。六段以降は初段から五段の流れと同じである。
四段は初段から三段までの形の前後に捨身と掬ひ倒しを加えた52手を連続で一気に行う。
五段は一尺六寸の小太刀を持ち竹刀を取り拉ぐ形で剣術の防具を着用する。
六段から八段までの表は他流の形である。1888年（明治21年）に久富鉄太郎を中心に警視庁で制定された警視流拳法を一部取り入れている。裏は振気流独自の返し技となっている。
九段は六段から八段までを連続で行う。
十段は日本武尊の時代に使われた剣を模した拵えの佩刀を用いて行う。試験には五段と同様に剣術の防具を着用する。
十一段から十三段は乱取で用いられる投技の形である。
十四段は十一段から十三段までを連続で行うのと競技試合がある。
二十一段の形は他流の技にも似たものが無いわけではないと隈元は記している。
二十五段以降は居取である。
二十八段は固技や逆技の返し技である。
三十段は免許の形である。
初段之形　16手　（各左右あり）
右片手矢筈、両手弾ね右羽伏せ、右拳突き、右後抱き、右後抱き返し、右拳突き逆倒し、両手取り右拳突き上げ、爪返し
二段之形　16手　（各左右あり）
右下手羽伏、右下手肘當り、右下手首捲、胸倉取り右膕打ち、右腕止己が首捲き、右手寸口、右押し潰され返し、右辷り込み蹴り上け
三段之形　16手　（各左右あり）
頭胴打ち、壁副へ、意表、鎌掛、釣鐘、膝膕、引落、脚當
四段之形　52手（連続して行う）
片手取り捨身、片手矢筈、両手弾ね羽伏せ、拳突き、後抱き、後抱き返し、拳突き逆倒し、両手取り拳突き上け、爪返し
下手羽伏、下手肘當り、下手首捲、胸倉取り膕打ち、腕止己が首捲き、寸口、押し潰され返し、辷り込み蹴り上け
頭胴打ち、壁副へ、意表、鎌掛、釣鐘、膝膕、引落、脚當、掬ひ倒し
五段之形　13手
胸倉隼表、胸倉隼裏、右腕隼表、右腕隼裏、左腕隼表、左腕隼裏、臍帯隼表、臍帯隼裏、奪刀隼表、奪刀隼裏、鞍下掬ひ投げ、受け返し引き胴足搦み、夢見要領
六段之形　16手　（他流の技。各形に左右と振気流裏あり）
荒木流片手胸取り
起倒流腕止め
関口流襟投け
清川流摺込み
七段之形　16手　（他流の技。各形に左右と振気流裏あり）
神明殺活流敵之先
良移心頭流帯引
殺當流連行
伴吾流突込み
八段之形　16手 （他流の技。各形に左右と振気流裏あり）
澁川流腰投け
楊心流壁副
天神眞楊流連拍子
起倒流引落
九段之形　48手（連続して行う）
胸倉取り、腕止、襟投け、摺込み、敵之先、帯引、連行、突込み、腰投け、壁副、連拍子、引落
十段之形　8手
柄搦み振り返へし、柄搦み掬い戻し、柄搦み板割り、柄握り替りて羽伏せかため、鬢摺り倒し閂ぬきかため、羽伏せ蹴り、後抱き顋弾ね、前抱き先王の違法抜き打ち、
十一段　20手（各形に左右表裏がある）
浮足掬ひ、虚實掬ひ、内股掬ひ、送足外掛け、送足内掛け
十二段　20手（各形に左右表裏がある）
く字投け、絹擔き、互ひ頸襟、外無双、立締の解き
十三段　20手（各形に左右表脱けがある）
真捨身、斜め捨身、横捨身、蟹捨身、海老捨身
十四段（連続して行う・競技試合）
浮足掬ひ、虚實掬ひ、内股掬ひ、送足外掛け、送足内掛け
く字投け、絹擔き、互ひ頸襟、外無双、立締の解き
真捨身、斜め捨身、横捨身、蟹捨身、海老捨身
十五段　8手
真向、右側、後方、左側
真向、右側、後方、左側
十六段　32手（各形に左右表裏がある）
片手胸倉、互胸倉、後抱、抱き上け落し、鬢摺り倒し、前抱き付き、両手握り振離し、片手握り突き離し
十七段　20手（各形に左右表裏がある）
四ッ手、則首、河津、頤搦み、外踝拂ひ倒し
十八段　20手（各形に左右表裏がある）
後帯、膝切り、輪切り、逆合せ、自己過ち
十九段（連続して行う）
片手胸倉、互胸倉、後抱、抱き上け落し、鬢摺り倒し、前抱き付き、両手握り振離し、片手握り突き離し
四ッ手、則首、河津、頤搦み、外踝拂ひ倒し
後帯、膝切り、輪切り、逆合せ、自己過ち
二十段　12手
正面、右側、背面、左側
正面、右側、背面、左側
正面、右側、背面、左側
二十一段　30手（各左右あり）
誘引込み、大手投け、搦手落し、大く字投け、小く字投け、拒く字投け、蟹行足拂ひ、綱引足拂ひ、鞍下掬ひ、真捨身、辷り違ひ、見雲、蟹の共倒れ、蟹の閂倒れ、浮瀨捻り倒れ
二十二段　20手（各左右あり）
行逢ひ、拳突、髻掴、撞木、苅捨、拍子、割り込み、連れ拍子、則首返し、手繰
二十三段　20手（各左右あり）
背負投け、入れ首反り、飛ひ込み、羽返し、釣り落し、片襷け、矢筈、逆手、友車、皆印捨身
二十四段（連続して行う）
誘引込み、大手投け、搦手落し、大く字投け、小く字投け、拒く字投け、蟹行足拂ひ、綱引足拂ひ、鞍下掬ひ、真捨身、辷り違ひ、見雲、蟹の共倒れ、蟹の閂倒れ、浮瀨捻り倒れ
行逢ひ、拳突、髻掴、撞木、苅捨、拍子、割り込み、連れ拍子、則首返し、手繰
背負投け、入れ首反り、飛ひ込み、羽返し、釣り落し、片襷け、矢筈、逆手、友車、皆印捨身
二十五段　8手
正面、右側、後方、左側
正面、右側、後方、左側
二十六段　16手（各左右あり）
楊柳羽伏せ、楊柳肘當り、楊柳爪返し、片手胸倉、飛ひ脱け羽伏せ、捲き返し、腋當り、咽喉交叉締め
二十七段　16手（各左右あり）
振り込み、突き避け、捻り返へし、突き込み、鬼拳、飛込み、背帯離し、背折り返し
二十八段　16手（各左右あり）
大腿かため脱き、坊主かため脱き、板割りかため脱き、閂かため脱き、肩かため脱き、胴締め脱き、穹窿脱き、袈裟かため
二十九段（連続して行う）
楊柳羽伏せ、楊柳肘當り、楊柳爪返し、片手胸倉、飛ひ脱け羽伏せ、捲き返し、腋當り、咽喉交叉締め
振り込み、突き避け、捻り返へし、突き込み、鬼拳、飛込み、背帯離し、背折り返し
大腿かため脱き、坊主かため脱き、板割りかため脱き、閂かため脱き、肩かため脱き、胴締め脱き、穹窿脱き、袈裟かため
三十段
八相、霞み要め、轉化縦横、切り落し

#### 猫回へり
練體柔術では受身のことを「猫回へり」と言っていた。「猫回へり」は、猫は低いところから投げられても高いところから落とされても、地面に接地しようとする途端に柔らかく回って起きることから名付けられたとされる。前や後に返ることで身体を地に打ち付けないようにして起きる。この「猫回へり」に習熟するに随い体勢が整って凝硬が解れ円滑になり倒れても頭を打ち付けることはないという。

#### 練體柔術の試合
振気流では当時よく行われた講道館柔道や他流の柔術とは異なり点数制を採用していた。
試合は投技を専らとしていた。平常は組打を行わないが、縺れ搦み倒れた時に審判が組打を命じることがあった。
隈元によると昔は甲冑の敵を組み敷き止めを刺す最後の必要により盛んに組打を行っていたが、今は生理上よりこれを滅却するに至ったという。また乱取は江戸で行われ始めたもので諸藩の間では組打のみであった。
捨身
我身を捨てて敵を制するもの。
真捨身、斜捨身、横捨身、蟹捨身など全ての捨身の類。
く字
我腰を利かせて敵を制するもの。
大腰、背負、絹擔き、見雲、内股の類。
掬足
我足で敵を制するもの。
掬い、払い、掛け、掬い戻しの類。
雑技
前三項外の種々の手をいう。
他流の軽佻な技風の類。
組打
袈裟、肩胸胴、坊主、閂、咽喉かための類。
組敷かれて一分許を過ぎるもの。
|            | 捨身 | く字 | 掬足 | 雑技 | 組打 |
| ---------- | ---- | ---- | ---- | ---- | ---- |
| 充分       | 10点 | 8点  | 6点  | 4点  | 2点  |
| やや不充分 | 9点  | 7点  | 5点  | 3点  | 1点  |

1. 何種の技かを問わず、投げられた者がよく猫回へりして起きる時は、これを投げた者へはやや不十分の点数を与える。また応じ返しは捨身と同一の点数を与える。
2. 投げは縁を切って投げ放つを第一とする。縁を切らずに投げ送るを次とする。投げ送るというのは、投げ送るのではなく敵に引き付けられることである。
3. 決勝点数を12点と定め、決勝点数に先登したものを優勝とする。
4. 源平試合の勝ち残り法もこの決勝点数法を以て行う。総得点で両軍の優劣を決する。
5. 点数は点数表に規定するといえども、地位や年輩等に関して斟酌する。即ちこの人でこの功をなすのは奇特であると感賞する場合などである。
6. 大試験は先5人に勝ち残るをもって大試験及第者とする。

### 立歩抜撃
立歩抜撃は居合の技術である。
樋が入った木刀を使用する。天地人の三つの形がある。

## 振気流に関する話

### 隈元実道の著作
日清戦争の時に年来の主張を『武道教範』と『體育演武必携』の二冊に著した。
『武道教範』は武道の要締と奥義を書いた本である。日清戦争後に当時の軍人に多く愛読された本で一万部発刊された。
大正初年に陸軍戸山学校の利根正喜中佐から「戸山学校に剣術基本となる参考良書がないので、隈元先生の武道教範から抜粋して教授資料にするが諒承ありたい。」と隈元の長男である隈元義道宛てに書面が来た。
『體育演武必携』は学生の初学のために著述した本である。

### 日本軍と振気流
陸軍の双手剣術の基本には隈元実道の意見が多く取り入れられた。
また当時の東京憲兵隊では振気流が行われていた。
東京陸軍地方幼年学校では隈元実道の門人の新倉が練体柔術を教えていた。

### 双手剣術と短柄竹刀
隈元実道は西洋の片手剣術に対し日本古来の双手剣術が優秀であることを説き、従来使われていた長柄竹刀に対して短柄竹刀を強調していた。
短柄竹刀は古来の竹刀である。竹刀の総尺と柄の関係を日本刀を研究して、真剣代用の竹刀の寸法を刀身九握・柄三握とした。
また普通の日本刀の定尺は刀身二尺四寸・柄八寸としていた。実戦上、柄の形状は当時よく使われていた蛇尾形ではなく同じ太さが必要であると説いた。
山岡鉄舟は隈元の考えてついて「さすがに隈元君である。」と言って観賞し、短柄竹刀の図を描いて讃を添えて振気館に送った。

### 練体柔術と活法整骨
振気流には隈元実道の考えにより柔術形以外の活法・整骨・捕縄は伝わっていない。隈元は整骨と活法を否定する立場をとっており、柔術教授傷挫骨治療所の表札を見る都度に世間から自身が開いた振気流が同一視されて堪るものかと思っていたという。
隈元の活法に対する考え方は下記の通りである。
効なき活法を空頼みに咽喉を絞め合いなどするのは生理学の発達する以前の旧夢である。
仮死状態の者は背中を二つ三つ叩くか、引き落として「気を慥かにせよ。」と呼ぶくらいで蘇生するもので大げさに活法などとは言う必要はない。またこむら返りのようなものも親指をひねれば治るものなので、それの治し方を勿体付けて教えるのはおかしいことである。当時、東京で行われていた天神真楊流というものは多く接骨を兼業しており、概ね人にこれ見よがしに腰窓にしていた。これらは安政年間に江戸お玉が池に住んでいた磯又右衛門の末流である。
東京は火事が多いことから四肢を挫くものも従って多く、その挫いた局部を引き伸ばすのに柔術の体勢を以てすれば便利であることから天神真楊流で行われていた。

### 柔術生理書
天神真楊流の井口松之助が著した『柔術生理書』に隈元実道が井口に語った話が記されている。
柔術生理書は活法と整骨を中心に記されている書籍であるが、隈元が語った内容は下記の通り活法を否定するものであった。
「振気流において活法を用いずまた接骨も無い。乱捕は投げるのみで締めなく只々離れ業のみを稽古するもの故、締業逆手は柔術のなすべき業に非ず。」

### 隈元の実戦経験
隈元実道は明治維新の動乱、台湾征討、西南戦争、秩父事件、日清戦争、北清事変、日露戦争など明治時代の戦争には殆ど参加しており、日露戦争を除いては白兵戦で負傷しなかったという。
隈元実道は物心つく頃より剣士として血みどろの修行を一生続け念頭には国会以外何物なかったという。幾多の実戦に参加して剣の悟道に達した。子の隈元義秀は明治維新後の剣士の中で隈元実道ほど白兵戦を経験したものは稀であると信じているが、一部の人を除き余り知られていないと記している。
隈元実道は謙虚であり、功は第三者が認めるもので自分から功を求めるべきではないという考えがあった。

### 流旨五首
「流旨五首」という流儀の極意を伝える和歌が伝わっており、それぞれの歌に長い解釈が加えられている。

## 振気流の門人
振気流では軍人と軍人志望の学生のみ入門を許していた。
隈元の門人は数百名おり、後に日本軍の幹部になったものが多数いた。
名誉館長は陸軍大将の乃木希典である。乃木の息子二人も振気流の門人である。

隈元義道、隈元義秀、山澄清三、成富道正、武田真一郎、松村菊勇、天野六郎、南次郎、大野豊四、乃木保典、乃木勝典、長谷川正道、佐々木邦、ヘンリー・コックス（イギリス人、日本名は古楠顕理）、恒屋漸、大岡隆久